# Liste der Biografien/Dand
Liste der Biografien |
Portal Biografien |
Personensuche
# |
A |
B |
C |
D |
E |
F |
G |
H |
I |
J |
K |
L |
M |
N |
O |
P |
Q |
R |
S |
T |
U |
V |
W |
X |
Y |
Z |
?
 
Da |
Db |
Dc |
Dd |
De |
Dg |
Dh |
Di |
Dj |
Dk |
Dl |
Dm |
Dn |
Do |
Dq |
Dr |
Ds |
Du |
Dv |
Dw |
Dy |
Dz
 
Daa |
Dab |
Dac |
Dad |
Dae |
Daf |
Dag |
Dah |
Dai |
Daj |
Dak |
Dal |
Dam |
Dan |
Dao |
Dap |
Daq |
Dar |
Das |
Dat |
Dau |
Dav |
Daw |
Dax |
Day |
Daz
 
Dana |
Danb |
Danc |
Dand |
Dane |
Danf |
Dang |
Danh |
Dani |
Danj |
Dank |
Danl |
Dann |
Dano |
Danq |
Danr |
Dans |
Dant |
Danu |
Danv |
Danw |
Dany |
Danz
Die Liste der Biografien führt alle Personen auf, die in der deutschsprachigen Wikipedia einen Artikel haben. Dieses ist eine Teilliste mit 62 Einträgen von Personen, deren Namen mit den Buchstaben „Dand“ beginnt.

## Dand

### Danda
- Danda, Mahamadou (* 1951), nigrischer Politiker, Premierminister Nigers (2010 bis 2011)
- Dandala, Mvume (* 1951), südafrikanischer Politiker und Kirchenführer
- Dandamajew, Muchammad Abdulkadyrowitsch (1928–2017), russischer Assyriologie
- Dandamis, indischer Philosoph und Asket
- Dandanell, Brian (* 1964), dänischer Bahnradsportler
- Dandanell, Lotte (* 1942), dänische Kostümbildnerin
- Dandarvaanchig, Enkhjargal (* 1968), mongolischer Musiker
- Dandavate, Madhu (1924–2005), indischer Politiker

### Dande
- Dandeh Jabbie, Haddy, gambische Juristin und Frauenrechtsaktivistin
- Dandeker, Christopher (* 1950), britischer Militärsoziologe
- Dandel, Elvin (* 1981), deutscher Schauspieler, Filmkomponist, Sänger, Musiker und Moderator
- Dandelet, Thomas James (* 1960), US-amerikanischer Historiker
- Dandelin, Germinal Pierre (1794–1847), belgischer Mathematiker
- Dandelot, Georges (1895–1975), französischer Komponist klassischer Musik
- Dandenault, Louis Philippe (* 1973), kanadischer Schauspieler und Synchronsprecher
- Dandenault, Mathieu (* 1976), kanadischer Eishockeyspieler

### Dandi
- Dandi, Jyothika Sri (* 2000), indische Sprinterin
- Dandini, Ercole (1759–1840), italienischer Geistlicher, Kardinal der Römischen Kirche
- Dandini, Ercole Francesco (1695–1747), italienischer Jurist und Verfechter der lateinischen Schriftsprache in den Wissenschaften
- Dandini, Pietro (1646–1712), italienischer Maler der florentinischen Schule
- Dandiran, Eugène (1825–1912), Schweizer evangelischer Geistlicher und Hochschullehrer

### Dandj
- Dandjinou, Marcel (* 1998), beninischer Fußballspieler
- Dandjinou, William (* 2001), kanadischer Shorttracker

### Dandl
- Dandl, Otto von (1868–1942), deutscher Jurist und bayerischer Politiker
- Dandler, Anna (1862–1930), bayerische Hof- und Kammerschauspielerin
- Dändliker, Johann Friedrich (1821–1900), Schweizer Pietist und Diakonie-Vorsteher
- Dändliker, Karl (1849–1910), Schweizer Historiker
- Dändliker-von Wurstemberger, Sophie (1809–1878), Schweizer Gründerin des Diakonissenhauses Bern

### Dando
- Dando, Carolyn (* 1989), neuseeländische Schauspielerin und Sängerin
- Dando, Jill (1961–1999), britische Fernsehmoderatorin
- Dandō, Shigemitsu (1913–2012), japanischer Jurist, Richter und Hochschullehrer
- Dandolo, Andrea († 1198), Iudex
- Dandolo, Contessa, Ehefrau des Dogen von Venedig, Enrico Dandolo
- Dandolo, Enrico († 1205), Doge von Venedig (1192–1205)Enrico Dandolo († 1205)

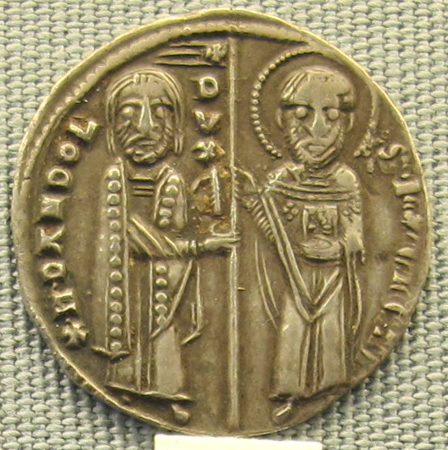
Enrico Dandolo († 1205)

- Dandolo, Enrico (1827–1849), schweizerisch-italienischer Patriot
- Dandolo, Francesco (1258–1339), Doge von Venedig
- Dandolo, Giovanna, Dogaressa von Venedig
- Dandolo, Giovanni († 1289), Doge von Venedig
- Dandolo, Vincenzo (1758–1819), venezianischer Chemiker und Apotheker, Aufklärer und Politiker sowie Agrarwissenschaftler
- Dandolo, Zilia († 1566), Ehefrau des Dogen Lorenzo Priuli
- Dandorfer, Wolfgang (1949–2023), deutscher Politiker (CSU), MdL
- Dandouau, André Jean (1874–1924), französischer Schullehrer, Ethnologe, Amateurfotograf und Sachbuchautor

### Dandr
- D’Andrea, Franco (* 1941), italienischer Jazzmusiker
- D’Andrea, Girolamo (1812–1868), italienischer Kardinal
- D’Andrea, Luca (* 1979), italienischer Schriftsteller
- d’Andrea, Luís (1934–2012), italienischer Ordensgeistlicher, römisch-katholischer Bischof von Caxias do Maranhão
- D’Andrea, Michael, Beamter der Central Intelligence Agency
- D’Andrea, Sabrina, deutsche Sängerin, Schauspielerin, Musicaldarstellerin, Songwriterin und Synchronsprecherin
- D’Andrea, Stefania (* 1974), italienische Bogenbiathletin
- Dandrès, Christian (* 1981), Schweizer Politiker der SP
- Dandridge, Bob (* 1947), US-amerikanischer Basketballspieler
- Dandridge, Dorothy (1922–1965), US-amerikanische Schauspielerin und Sängerin
- Dandridge, Merle (* 1975), US-amerikanische Schauspielerin und SängerinMerle Dandridge (* 1975)

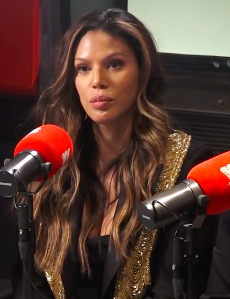
Merle Dandridge (* 1975)

- Dandridge, Putney (1902–1946), US-amerikanischer Jazzpianist und Sänger
- Dandrieu, Jean-François († 1738), französischer Organist und Komponist
- Dandrieu, Pierre († 1733), französischer Organist und Komponist

### Dands
- Dandsan, Tsambyn (* 1945), mongolischer Biathlet
- Dandsandardschaagiin, Sereeter (* 1943), mongolischer Ringer

### Dandu
- d’Andurain, Marga (1893–1948), französische Abenteurerin
- Dandurand, Raoul (1861–1942), kanadischer Politiker, Senator, Bundesminister

### Dandy
- Dandy, James Edgar (1903–1976), englischer Botaniker
- Dandy, Walter Edward (1886–1946), US-amerikanischer Neurochirurg und Neurowissenschaftler